# Nina Gorlanova
Nina Viktorovna Gorlanova (en russe : Нина Викторовна Горланова) est une nouvelliste et romancière russe née le 23 novembre 1947 près de Perm.

## Biographie
Après des études philologie à l'université de Perm, elle s'installe dans cette ville. Elle coécrit aussi avec son mari Vyatcheslav Boukour avec lequel ils ont quatre enfants. Toutes ses fictions se déroulent dans cette ville de province sibérienne isolée et triste qu'est Perm.
Dans ses œuvres, elle crée un univers fantastique avec sa propre mythologie et peuplé par des personnages étranges. Les vies qu'elle décrit dans sa Perm sont minables mais joyeuses, dangereuses mais indestructibles. Gorlanova développe comme thèmes principaux la maternité, les conditions de vie matériellement difficile mais avec des rapports sociaux intenses d'une femme russe « ordinaire ».
Sa nouvelle L'Amour en gants de caoutchouc reçoit le premier prix lors de la compétition internationale de prose féminine. 
Son roman « Роман воспитания » (traduit en anglais par « Learning a Lesson » et publié en français en 2018 sous le titre Le Roman d'une éducation) est dans la dernière sélection du Booker Prize russe en 1996.
Ses nouvelles, sont l'objet de quelques lectures en Allemagne et une publication, en anglais, de certaines nouvelles dans un recueil intitulé « Nine of Russia's Foremost Women Writers ».